# オトゥホウマ・シアレ
オトゥホウマ・シアレ（Otuhouma Siale、2002年5月15日 - ）は、ジャパンラグビーリーグワン豊田自動織機シャトルズ愛知に所属するラグビーユニオン選手。

## 経歴
12歳からラグビーを始める。トンガのヌクアロファにあるTonga high schoolから、東海大学付属福岡高等学校へ移る。2020年11月、高校ラグビー福岡県予選に出場。
東海大学に進み、2年時に関東大学春季大会に右プロップで出場。3年時と4年時では、左プロップとして大学選手権にも進んだ。
2025年2月4日、ジャパンラグビーリーグワン豊田自動織機シャトルズ愛知への加入を発表した。同年3月、東海大学卒業。